# Lepidolaena clavigera
Lepidolaena clavigera là một loài rêu tản trong họ Lepidolaenaceae. Loài này được (Hook.) Dumort. ex Trevis. miêu tả khoa học lần đầu tiên năm 1877.